# Онака (Південна Дакота)
Онака (англ. Onaka) — місто (англ. town) в США, в окрузі Фок штату Південна Дакота. Населення — 13 осіб (2020).

## Географія
Онака розташована за координатами 45°11′28″ пн. ш. 99°27′53″ зх. д. / 45.19111° пн. ш. 99.46472° зх. д. (45.191180, -99.464715).  За даними Бюро перепису населення США в 2010 році місто мало площу 0,70 км², з яких 0,67 км² — суходіл та 0,03 км² — водойми.

## Демографія
Згідно з переписом 2010 року, у місті мешкало 15 осіб у 10 домогосподарствах у складі 3 родин. Густота населення становила 21 особа/км².  Було 22 помешкання (31/км²).
Расовий склад населення:
| - 100,0 % — білих |

До двох чи більше рас належало 0,0 %. Частка іспаномовних становила 0,0 % від усіх жителів.
За віковим діапазоном населення розподілялося таким чином: 13,3 % — особи молодші 18 років, 60,0 % — особи у віці 18—64 років, 26,7 % — особи у віці 65 років та старші. Медіана віку мешканця становила 61,5 року. На 100 осіб жіночої статі у місті припадало 114,3 чоловіків;  на 100 жінок у віці від 18 років та старших — 85,7 чоловіків також старших 18 років.
За межею бідності перебувало 33,3 % осіб, у тому числі 0,0 % дітей у віці до 18 років та 40,0 % осіб у віці 65 років та старших.
Цивільне працевлаштоване населення становило 7 осіб. Основні галузі зайнятості: транспорт — 28,6 %, сільське господарство, лісництво, риболовля — 28,6 %, виробництво — 14,3 %.